# Télébec
Télébec est une compagnie québécoise de télécommunications.

## Description des activités de la compagnie
Télébec est une filiale de BCE.
Télébec offre des services de télécommunications à quelque 180 000 clients dans 300 municipalités situées dans les régions périphériques du Québec. Télébec couvre un territoire où habitent environ 4 % de la population du Québec. Comparativement, le territoire de TELUS Québec (auparavant QuébecTel) abrite 8 % des habitants du Québec et le territoire de Bell Canada abrite 86 % de la population de la province. Les 2 % restants sont desservis par une douzaine de très petites compagnies de téléphone.
En 2005, Télébec et ses filiales employaient 800 personnes et sous-contractaient à Bell Canada certaines de leurs opérations lorsque les économies d’échelle de Bell Canada permettait à cette dernière d’effectuer le travail à un coup moindre que ce que Télébec et ses filiales auraient pu faire avec leurs propres installations et employés.
Télébec offre une gamme complète de services de télécommunications à ses clients résidentiels et commerciaux :
- la téléphonie traditionnelle ;
- la fourniture d’équipements terminaux ;
- les services d’annuaire ;
- la téléphonie sans fil ;
- l’accès Internet ;
- la câblodistribution ;
- les télécommunications numériques (principalement pour les clients commerciaux) ;
- la gestion des technologies de l’information (principalement pour les clients commerciaux).

## Historique
- 1965 : fondation de la compagnie Téléphone Bécancour qui exploite un réseau municipal dans la ville de Bécancour. Le nom Téléphone Bécancour sera raccourci en Télébec trois ans plus tard. Le bec de Télébec ne provient donc pas de « Québec » mais bien de « Bécancour ».
- 1968 : fusion de Télébec avec sept compagnies de téléphone : Téléphone Princeville ltée, Télécommunication Richelieu ltée, Téléphone de Contrecœur ltée, Compagnie de Téléphone La Tuque ltée, Télécommunications de l'Est ltée, Compagnie de Téléphone Arthabaska ltée et Compagnie de Téléphone Pontiac ltée. La nouvelle entreprise adopte le nom de Télébec ltée lors de son incorporation.
- 1972 : addition du territoire de Fermont au territoire de Télébec.
- 1973 : addition du territoire de Manseau au territoire de Télébec.
- 1976 : fusion avec Téléphone du Nord du Québec inc., l'entreprise qui dessert l'Abitibi-Témiscamingue. En sept ans, Télébec est passé de 35 000 à 86 000 abonnés.
- 1979 : obtention de l'autorisation de desservir les territoires de la Petite-Nation, de Château-Richer, de Campbell's Bay et de Saint-Sébastien (Le Haut-Richelieu).
- 1979 : acquisition de La Compagnie de téléphone d'Ungava de Schefferville.
- 1980 : acquisition de la Compagnie de téléphone de Champlain, de Les Lignes Kébec inc.et de la Compagnie de téléphone de Saint-Méthode-de-Frontenac.
- 1980 : acquisition de la Compagnie de téléphone de Saint-Norbert-d'Arthabaska.
- 1981 : acquisition de Téléphone Saint-Evariste.
- 1985 : acquisition de Sotel inc. qui dessert le territoire de la Baie-James.
- 1996 : création de Télébec Mobilité, qui offrira des services de télécommunications sans fil dans les régions de l'Abitibi-Témiscamingue, de Mont-Laurier, de La Tuque et aux Îles de la Madeleine.
- 1997 : acquisition de Lien Internet du Nord-Ouest
- 2000 : acquisition de Câblevision du nord de Québec (CVNQ), le plus important câblodistributeur de l'Abitibi-Témiscamingue avec ses 50 employés et ses 32 000 abonnés.
- 2000 : intégration avec Northern Telephone avec ses 250 employés et ses 65 000 clients.
- 2010 : c'est officiellement le 9 août 2010 que Télébec fait le lancement du réseau HSPA + en Abitibi-Témiscamingue offrant une vitesse de téléchargement jusqu'à 21 Mb/s. Un investissement de 6,5 millions.